# Кацукава Сюнсо
Кацукава Шюншьо  (勝川 春章, 1726—1793 ) — японський художник і графік 18 ст.

## Життєпис
Походив з родини дрібних самураїв. Але подався в художники. За тогочасною феодальною ієрархією він спустився на нижчий щабель. Навчався у художника Міяґава Сюнсуя.
Навчатися почав в школі традиційного жанрового живопису, котрий зберігав престижність і обслуговував багаті, привілейовані стани населення. Але популярнішими серед мешканців міст були «бідзін-га» («картинки з красунями»). Він став одним із майстрів-графіків, що залучився до створення «картинок з красунями». 
Гравюра укійо-е не сприймалась аристократами і багатіями-естетами як серйозне мистецтво на кшталт традиційного живопису на шовку, філософського, канонічного, з постійними натяками на істини буддизму. І навпаки, укійо-е цікавило обдарованих художників, залучало їх до табору прихильників, бо стало дещо вільною територією мистецтва, котра уникла в Японії на той час офіційної канонізації, заштампованості. До того ж сфера укійо-е рекрутувала впродовж 18 ст. до власних лав найталановитіших митців. Картинками укійо-е споживачі обклеювали ширми, паперові стіни японського житла, розсувні двері, екрани.
Мав популярність серед мешканців міст і театр кабукі. Майже з перших своїх кроків графіка Японії була так чи інакше пов'язана з театром кабукі. По-перше, аркуші гравюри слугували театральними афішами, а також ілюстраціями до книг про вистави чи про популярних акторів. Атмосфера театру, сюжети його вистав, пишні костюми акторів, художні манери і зовнішність театральних персонажів - викликали захоплення, прискіпливу увагу і навіть копіювання поведінки. В 1760-ті роки Кацукава Сюнсо звернувся до театральної гравюри, куди переніс власний досвід художника «картинок з красунями» та деякі композиційні знахідки попереднього періоду. Мистецтво укійо-е, тематично пов'язане з національним театром, належало до ланки надзвичайно узагальненої та стилізованої графіки. Попри реальні враження від вистав, від гри акторів, театральна гравюра увібрала всі ознаки умовностей, декоративності та узагальненості національного театру (умовний грим акторів, нереалістичні пози, відсутність театральних декорацій і неєвропейську побудову сцени, мала посилену пропаганда феодальних чеснот і відданості сьогуну і власному князю-васалу).
Всі забобони і феодальні чесноти притаманні і графічним творам Кацукава Сюнсо. Наперекір презирству до акторів, котре Сюнсо виніс з самурайського оточення, він ретельно вивчав новий для нього світ театру, переймав його умовності і декоративні якості. Згодом він стає майстром ні на кого не схожим, що так поціновуватимуть майбутні покоління прихильників мистецтв та мистецтвознавці. Постійні пошуки нової виразності і спроби укладатися в вимоги тогочасної цензури приведуть майстра до створення нових жанрових різновидів театральної графіки, серед яких жанр так званих «зелених кімнат». 
Портрети акторів в ролях у майстрів укійо-е зовсім не портрети реальних акторів, ще лише популярні сценічні образи. Від реальних людей там лише імена та феодальні позначки акторських династій. В гравюрі «Актор Іцикава Дандзюро 5-й в ролі Сібараку, втілення справедливості» (1782) білі концентричні прямокутники на червоних рукавах — не що інше, як феодальний герб (мон) династії акторів Іцикава. У інших акторів — був інший герб (мон). А проте мистецтвознавець Дж.А. Міченер вважав театральні гравюри роботи Кацукава Сюнсо «одним із найвищих досягнень укійо-е» 18 століття.

## Вибрані твори

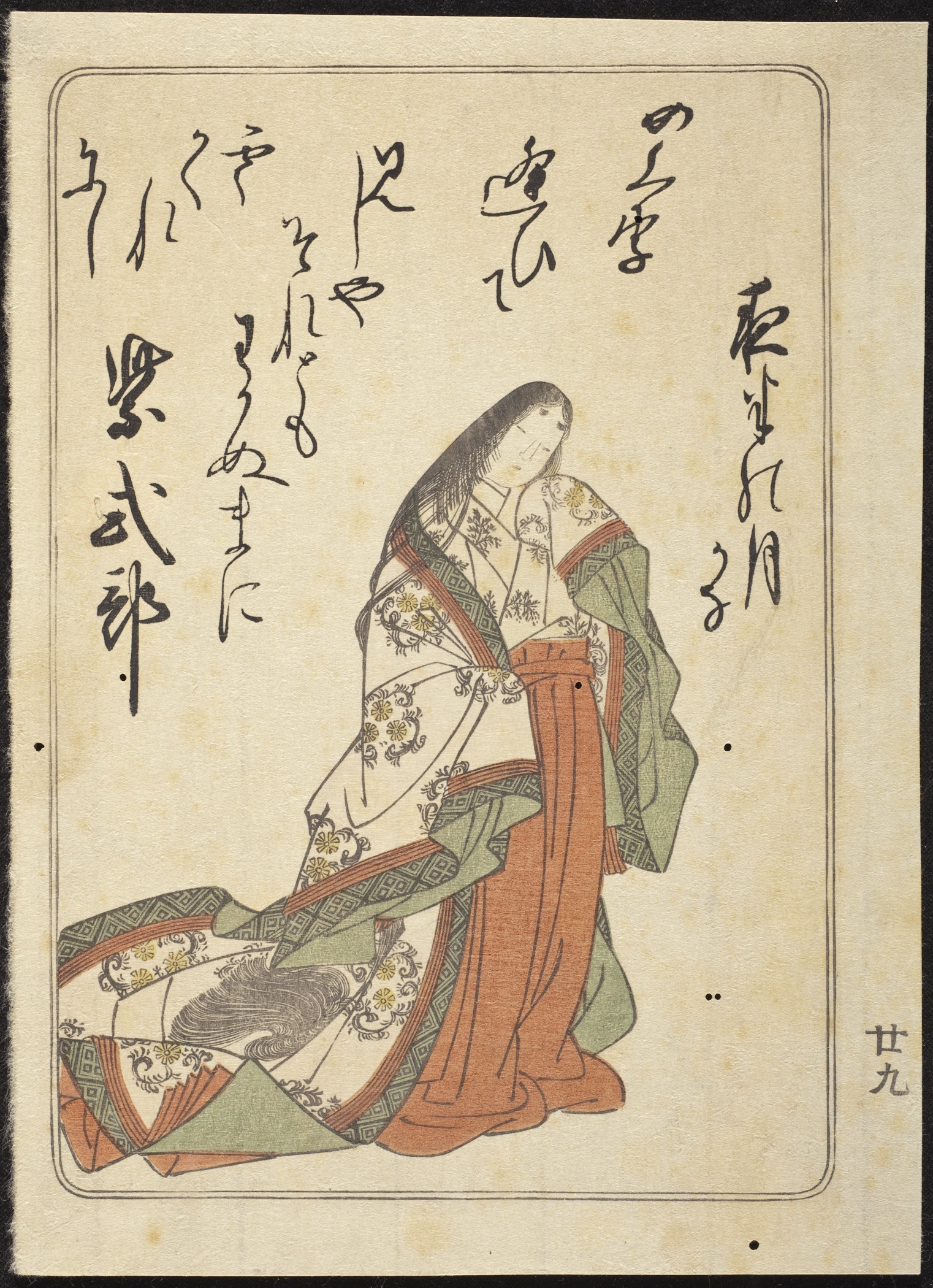
Старовинна поетеса Мурасакі Сікібу з віршем про місяць вночі, бл. 1775
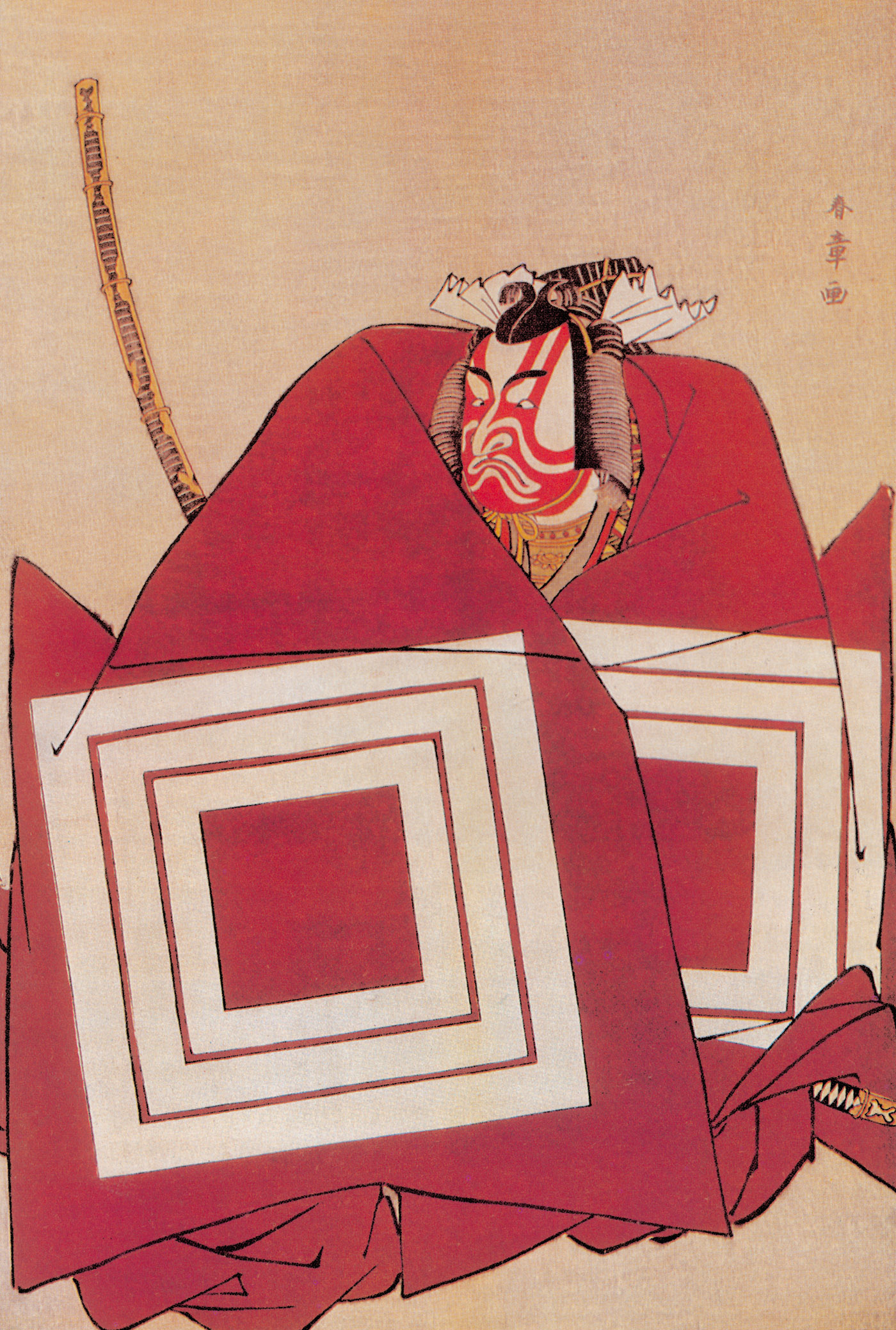
Актор Іцикава Дандзюро 5-й в ролі Сібараку, втілення справедливості, 1782
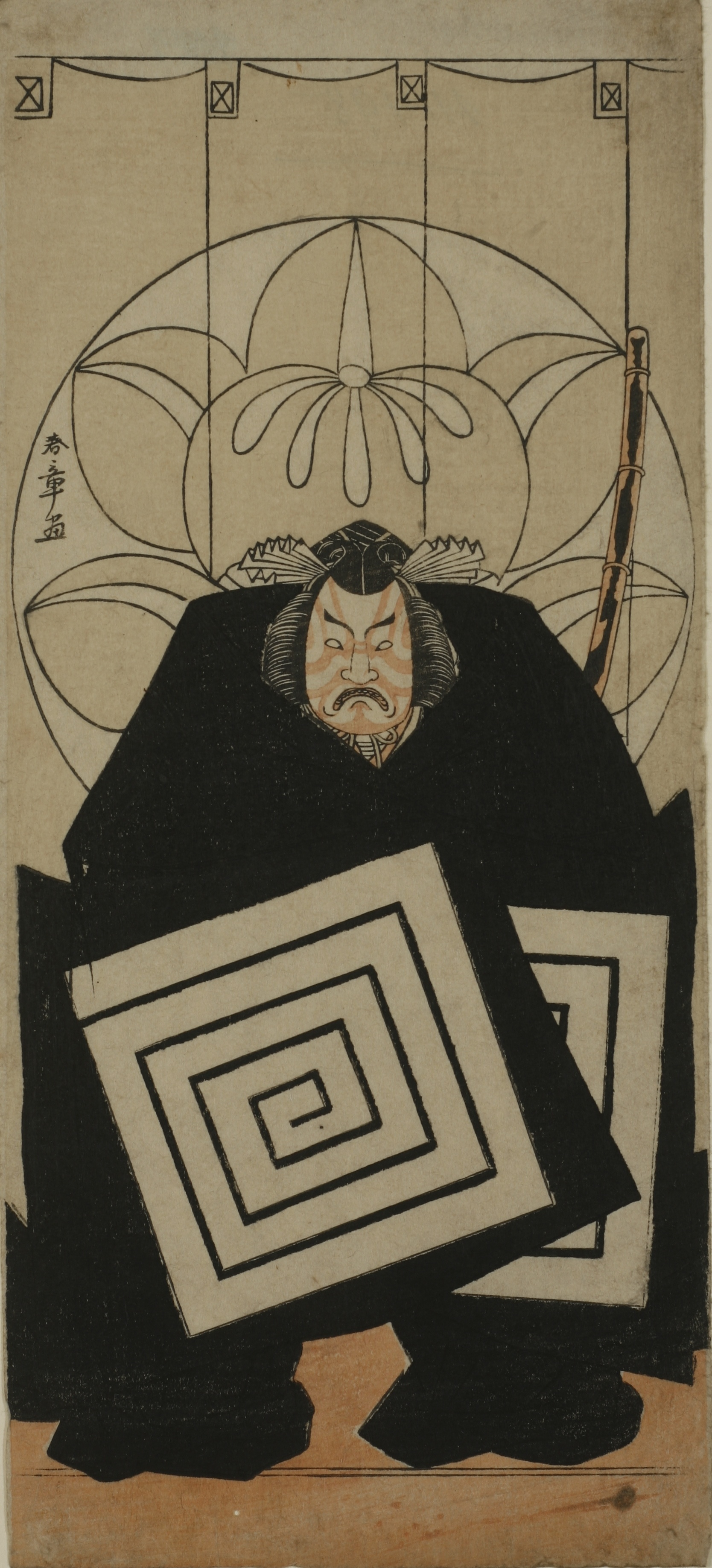
Актор Ічімура Уземон 9-й в ролі Сібараку, втілення справедливості», 1778
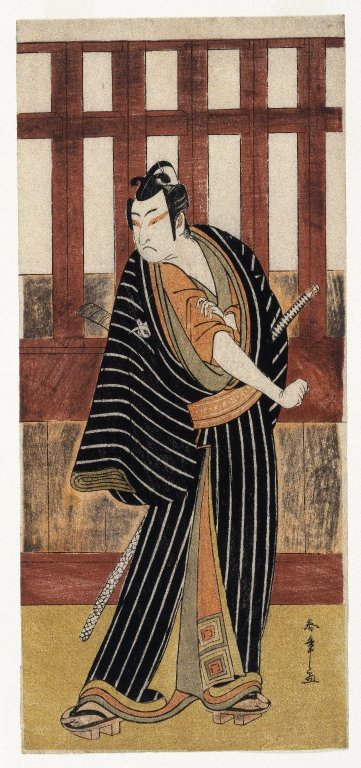
Актор Іцикава Монносуке II
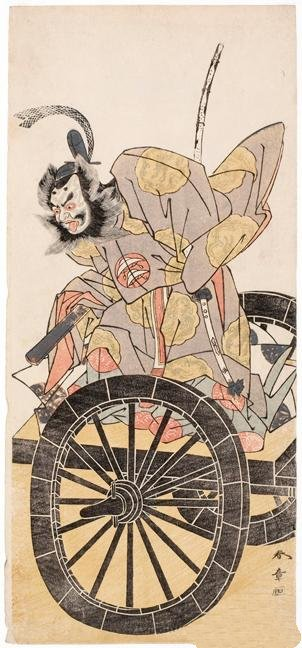
Актор Накадзіма Міхемон в ролі Токіхіра, 1747
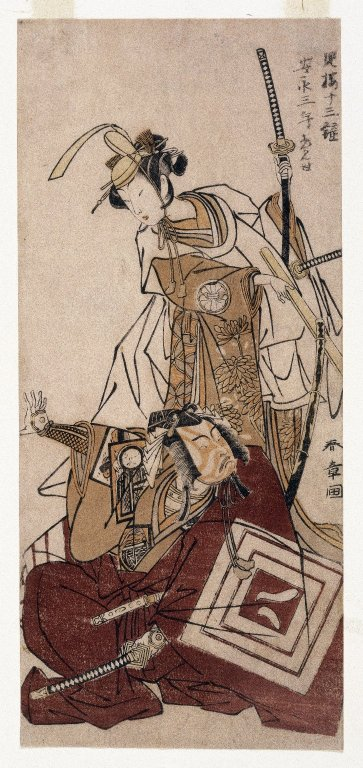
Актори Іцикава Яодзо II и Сегава Кікунодзьо III
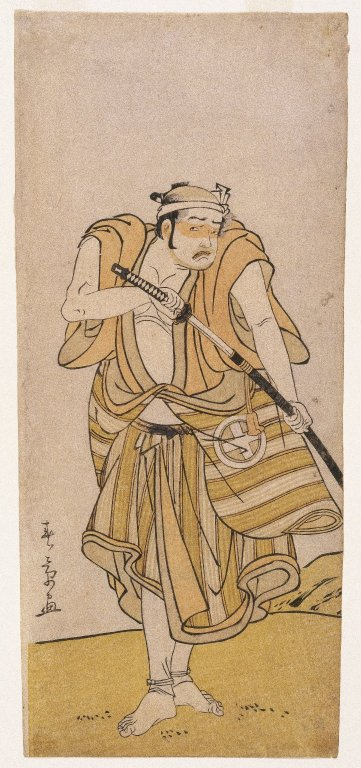
Невідомий актор театра кабуки
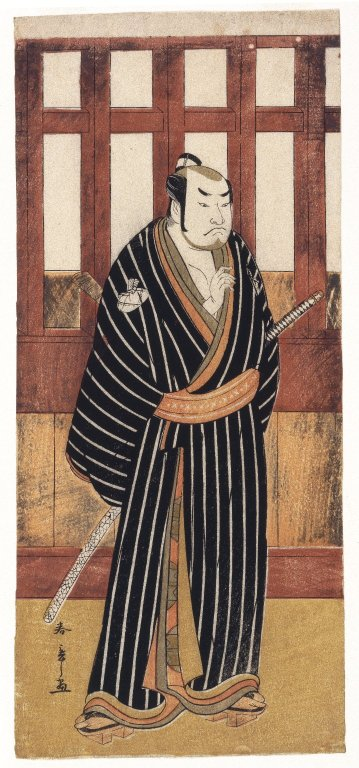
Актор Саката Хангоро II